# Охеда, Алонсо де
Ало́нсо де Охе́да (исп. Alonso de Ojeda; около 1466 — 1515) — один из спутников Колумба, который в мае 1499 году возглавил экспедицию, открывшую остров Кюрасао, озеро Маракайбо, берег Гвианы, устье реки Ориноко и бухту, названную за сходство с Лагуной «малой Венецией». Среди его спутников были купец Америго Веспуччи (был штурманом в этой экспедиции), картограф Хуан де ла Коса и нотариус Родриго де Бастидас.

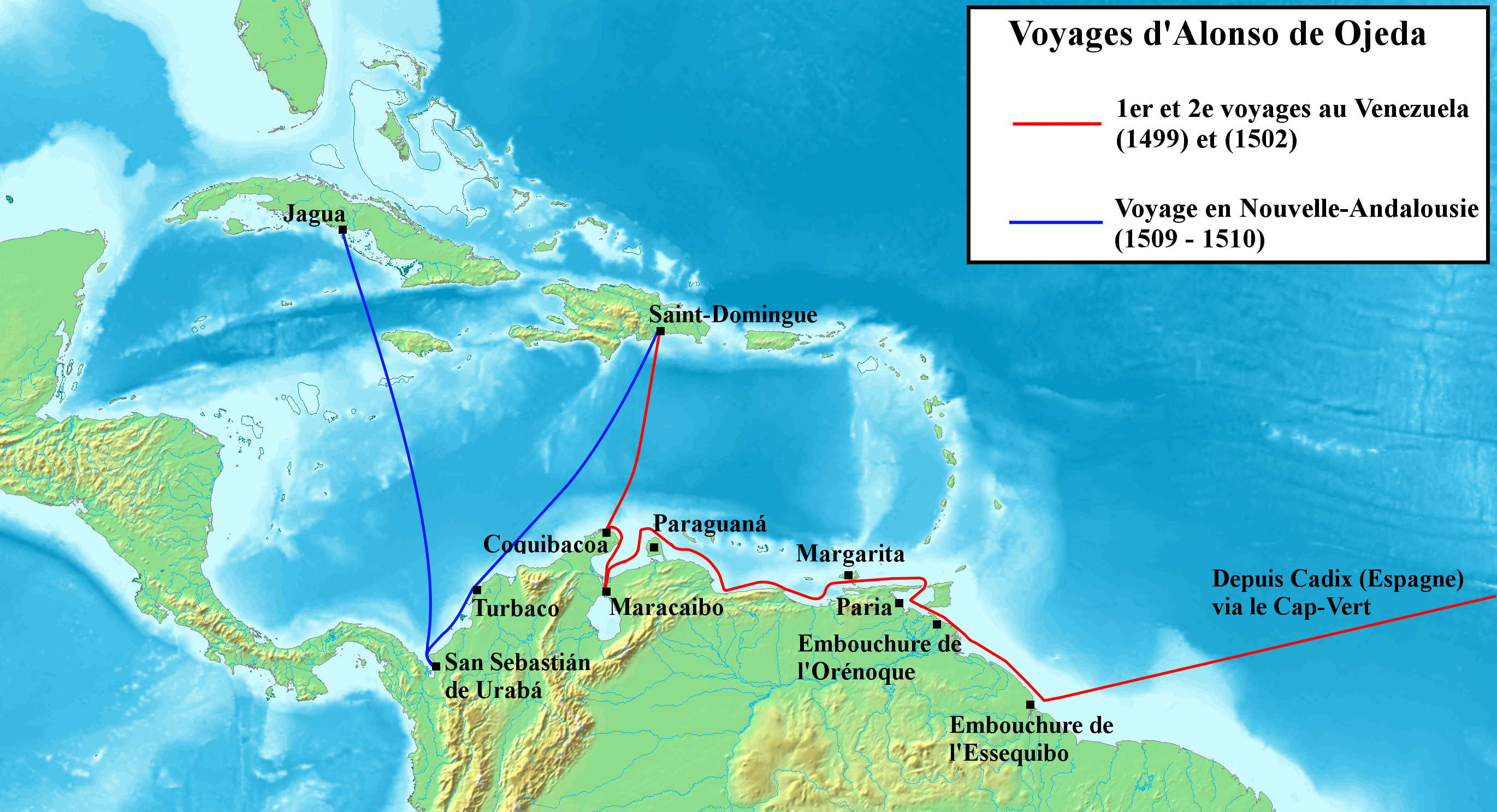
Маршруты экспедиций Охеды

## Биография
Алонсо де Охеда родился около 1466 года в небольшом испанском городе Куэнка (Новая Кастилия). Происходил из знатного, но обедневшего рода кастильских рыцарей. В юности Алонсо поступил на службу в свиту герцога Медины-Сидонии. Позже принимал участие в походах против мавров, участвовал в осаде Гранады, где получил отличную боевую закалку, и где впервые были отмечены командирами его боевые качества и умелое владение оружием. Несмотря на свой маленький рост, он был очень выносливым и смелым воином.
Отец Охеды воевал под флагом Изабеллы Кастильской. В знак благодарности она взяла его сына под своё покровительство. Также считается, что Охеда был фаворитом королевы Изабеллы. Кроме того, существует точка зрения, что Христофор Колумб взял его в экспедицию, чтобы снискать её благосклонность.
В сентябре 1493 года Алонсо де Охеда вместе с Христофором Колумбом отправился во второе плавание в Новый Свет и прибыл на остров Эспаньола. В январе 1494 года Колумб поручил ему разыскивать пропавших членов экипажа. Алонсо нашёл пятнадцать человек в регионе Сибао, где правил карибский вождь по имени Каонабо. Также Алонсо обнаружил, что в этом регионе есть золотые прииски. Когда Охеда вернулся в Ла-Изабеллу, то доложил об этом Колумбу, который в то время болел лихорадкой. Получив эту информацию, Колумб самостоятельно отправился в эту область в марте 1494 года, где основал форт Санто-Томас, оставив там Алонсо во главе небольшого гарнизона. Позднее Каонабо и его воины атаковали форт, но Охеда победил атакующих, применив хитрость.

## Первая экспедиция в Венесуэлу
В 1496 году Алонсо вернулся обратно в Испанию. Там он предстал перед католическими монархами — без разрешения Колумба, по причине того, что католические монархи хотели проверить достоверность сообщений последнего о великих богатствах «нового мира» из-за недоверия к нему и членам его экспедиции.
Получив разрешение у Королевского двора на организацию отдельной от Колумба экспедиции, Алонсо 18 мая 1499 отправился обратно в Новый Свет. Его партнерами в этой экспедиции были Хуан де ла Коса и Америго Веспуччи. Организация этой экспедиции дала начало ряду так называемых «андалузских экспедиций», которые будут совершены в Новом Свете.
Двигаясь вдоль побережья материка, экспедиция Алонсо прибыла в Эспаньолу с несколькими жемчужинами, найденными в заливе Пария, а также с золотом и несколькими рабами. Однако полученная добыча не позволила окупить затраты на организацию этой экспедиции. Тем не менее, результаты плавания были важны тем, что это была первая подробная и полная экспедиция, проведенная испанцами на северном побережье материка. Она также дала Хуану де ла Косе возможность нарисовать первую известную карту побережья современной Венесуэлы, а также послужила стартом первого путешествия Америго Веспуччи в Новый Свет.
После прибытия в Эспаньолу 5 сентября Алонсо и его команда были враждебно встречены членами экспедиции Колумба, которые считали, что Охеда не имеет права исследовать земли, открытые им без разрешения Колумба. Взаимная напряжённость привела к вооружённым стычкам между этими двумя группами, с убитым и раненым с обеих сторон.
Из-за этого Алонсо вернулся в Кадис с небогатыми трофеями, но ему удалось привезти с собой представителей коренного населения. До настоящего времени обсуждается дата его возвращения: традиционно считается, что экспедиция вернулась в июне 1500 года, но историк Деметрио Рамос полагает, что она вернулась в ноябре 1499 года.

## Вторая экспедиция в Венесуэлу
Во время своего второго плавания в Новый Свет Охеда высадился в 1502 году на южноамериканском берегу и основал первое испанское поселение на континенте — Санта-Крус. Однако постоянные стычки с коренным населением и конфликт с его компаньонами Вергара и Кампосом привела к тому, что Охеду заключили под стражу и доставили в цепях на Эспаньолу. Там он находился в тюрьме до 1504 года, когда его освободили по протекции епископа Родригеса де Фонсека. Однако всё имущество Алонсо было конфисковано, что фактически оставило его без средств к существованию.

## Экспедиция в Новую Андалусию
При содействии Хуана де ла Косы, а также нового губернатора — Фернандеса де Энсисо, несостоявшемуся конкистадору удалось в 1509 году организовать третью и наиболее масштабную экспедицию к берегам Южной Америки. 10 ноября 1509 года он отплыл из Санто-Доминго на четырёх судах во главе 300 искателей приключений. В его команду записались прославившиеся впоследствии Нуньес де Бальбоа, Франсиско Писарро и Эрнан Кортес (последний остался на Эспаньоле из-за болезни). Перед отправлением Алонсо получил от губернатора документ, составленный для коренного населения региона, в котором было изложено требование подчиниться Испанской империи. Этот документ был подготовлен хронистом Хуаном Лопесом де Паласиос Рубиосом и одобрен метрополией.
Охеда высадился с 70 солдатами на побережье Новой Андалусии недалеко от современной Картахены (Колумбия), игнорируя при этом советы своего подчинённого де ла Косы, который рекомендовал не высаживаться на побережье в этом районе. После высадки на берег отряд Алонсо заметил коренное население. Охеда отправил к ним миссионеров вместе с переводчиками, которые говорили на языке местного племени, чтобы те провозгласили послание от губернатора. Однако представители местного племени агрессивно восприняли это требование, поэтому между ними и отрядом Алонсо возник конфликт, который привёл к вооружённой стычке. Одержав в ней победу, Алонсо решил преследовать оставшихся в живых индейцев, которые скрылись от него в джунглях. Отряд, которым командовал Алонсо, прибыл в деревню Турбако, однако там индейцы атаковали испанцев, застигнув их врасплох. В этом бою погиб Хуан де ла Коса, который пожертвовал своей жизнью ради спасения Охеды, а также почти весь отряд. Удалось спастись бегством только Алонсо вместе с одним соратником, они добрались из джунглей до побережья бухты, где находились корабли их экспедиции.
После прибытия кораблей экспедиции Диего де Никуэсы отряд Охеды усилился дополнительными воинами. Был организован новый поход на Турбако, в результате которого её население было истреблено полностью.
Вернувшись в залив Каламар, корабли Никуэсы разделились с кораблями Охеды и отправились на запад к Верагуа, а Охеда продолжал исследование побережья Новой Андалусии в юго-западном направлении. Достигнув залива Ураба, 20 января 1510 года он основал там колонию, которую назвал Сан-Себастьян. Однако новая колония столкнулась с проблемой нехватки продовольствия, нездоровым климатом, из-за которого колонисты постоянно болели; в дополнение к этому, существовала постоянная угроза со стороны индейцев племени уранаес, которые часто нападали на испанцев с отравленными стрелами. Через девять месяцев после основания колонии Охеда отправился за помощью и продовольствием обратно в Санто-Доминго.
Алонсо поручил молодому Франсиско Писарро руководить колонией и ожидать с колонистами в течение пятидесяти дней его возвращения обратно. Но Охеда не вернулся в Сан-Себастьян, и через пятьдесят дней Писарро отправился на двух бригах обратно вместе с 70 поселенцами. Позже оставленный Сан-Себастьян был сожжён местными индейскими племенами.
На обратном пути в Санто-Доминго Алонсо попал в плен к испанскому пирату по имени Бернардино де Талавера, который бежал из Эспаньолы. Однако его бриг попал в кораблекрушение около Ягуа, поэтому Охеда и Талавера со своими людьми решили отправиться пешком по южному побережью острова к мысу Маиси, откуда они затем отправились в Эспаньолу. Во время этого перехода половина людей из их отряда умерла от голода и болезней. Выжившие полтора десятка человек добрались в район Куэйба, где правил местный индейский вождь Кациана, который приютил их, дав возможность отдохнуть и восстановить силы после столь длительного пути. Там их обнаружил Панфило де Нарваес, с которым они отплыли на Ямайку, где Талавера был арестован за пиратство. После этого Охеда прибыл в Эспаньолу, где узнал, что Фернандес де Энсисо отправил корабль, чтобы оказать помощь колонии Сан-Себастьян. Добравшись до Санто-Доминго, Алонсо добровольно снял с себя полномочия губернатора.

## Итоги
Алонсо был женат на индианке по имени Гуарича, которая после крещения получила имя Изабель, в браке с которой у него было трое детей. После провала экспедиции в Новую Андалусию, Охеда не предпринимал больше попыток организовать новые экспедиции и добровольно ушёл в отставку с поста губернатора. Последние пять лет своей жизни Алонсо провел в Санто-Доминго, где жил грустный и подавленный из-за провала своих планов. После он ушёл в монастырь Сан-Франциско, где и умер в 1515 году. Его последней волей была просьба быть похороненным под главной дверью монастыря, чтобы его могила была попрана всеми, кто приходил в церковь, в качестве наказания за его ошибки, которые он совершил в своей жизни, что было осуществлено. Жена Охеды была найдена мёртвой у его могилы через несколько дней после его смерти. В 1892 году из-за разрушения монастыря, тело Охеды было эксгумировано и перенесено в бывший доминиканский монастырь, преобразованный в национальный пантеон. Могила Охеды бесследно исчезла из монастыря в 1963 году.